# Кузнецова, Галина Николаевна
Галина Николаевна Кузнецова (по мужу Петрова; 10 декабря 1900 или 10 ноября 1900, Киев — 8 февраля 1976, Мюнхен) — русская поэтесса и писательница, мемуаристка.

## Биография
В 1918 году окончила в Киеве первую женскую гимназию Плетневой. В 1920 году вместе с мужем, белым офицером, уехала в Константинополь, затем перебралась в Прагу, а в 1924 году поселилась в Париже.
Писала стихи и прозу, c 1922 года её публикации стали появляться в журналах «Новое время», «Посев», «Звено» «Современные записки», их заметила критика (Вячеслав Иванов, Георгий Адамович и др.).
В 1926 году через Модеста Гофмана познакомилась с Буниным, у них начался бурный роман. Кузнецова разъехалась с мужем и сошлась с Буниным.
С 1927 года жила вместе с семьей и домочадцами Бунина в Грасе.
В 1933 году вступила в любовную связь с сестрой Фёдора Степуна Маргаритой (1895—1971), в 1934 году уехала к ней в Германию.
В 1941—1942 годы подруги снова жили в семье Буниных.
В 1949 году они переехали в США, работали в русском отделе ООН, в 1959 году были вместе с отделом переведены в Женеву, закончили жизнь в Мюнхене.

## Главная книга
Стихи и проза Кузнецовой продолжали публиковаться в крупнейших эмигрантских изданиях — «Современных записках», «Новом журнале», «Воздушных путях».
В 1967 году в Вашингтоне был опубликован её «Грасский дневник», который она вела в 1927—1934 годы. Он стал не только содержательным историко-литературным источником, но и примечательным явлением литературы, главной книгой автора — так или иначе, ничего лучше его Кузнецова не написала. По мотивам книги снят художественный фильм Алексея Учителя «Дневник его жены» (2000), получивший большую известность и награждённый множеством премий.
Близость к Бунину определяет поэзию и прозу Кузнецовой, равно как и её место в русской литературе. Весьма однородные стихи Кузнецовой посвящены природе; ясные, красивые зарисовки меланхоличны по настрою. Её проза бедна событиями, рефлективна и всегда связана с воспоминаниями. С тонким психологическим чутьём описаны ею отношения между людьми в первые годы после переворота и бегства из России.

## Публикации

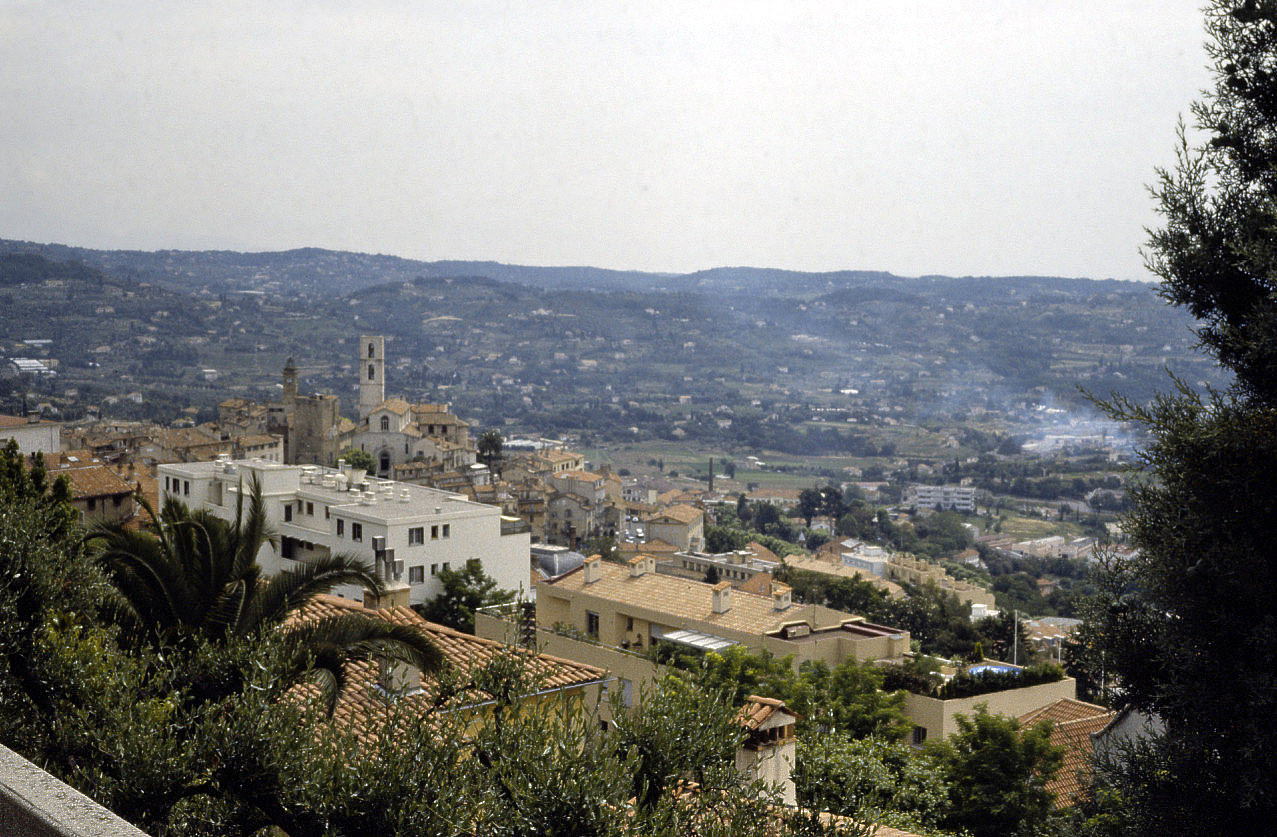
Грасс, вид с высоты

- Утро, Paris, 1930 (сборник рассказов)
- Пролог, Paris, 1933 (роман)
- Грасский дневник. Вашингтон: Viktor Kamkin, 1967
- Грасский дневник. Париж, 1974
- Грасский дневник. Рассказы. Оливковый сад. М.: Московский рабочий, 1995
- Грасский дневник. М.: АСТ-Олимп, 2001
- Женская проза русской эмиграции / Сост. О. Р. Демидова. СПб.: Рус.христиан. гуманитар. ин-т, 2003.
- Бунин и Кузнецова. Искусство невозможного: Дневники, письма/ Сост. О.Михайлов. М.: Грифон, 2006
- Пролог. СПб: Изд-во Міръ, 2007
- Грасский дневник/ Составление, вступительная статья, комментарии О. Р. Демидовой. СПб.: «Міръ», 2009